# دیوید هوروویچ
دیوید هوروویچ (انگلیسی: David Horovitch؛ زادهٔ ۱۱ اوت ۱۹۴۵) بازیگر اهل انگلستان است.
از فیلم‌ها یا برنامه‌های تلویزیونی که وی در آن نقش داشته‌است، می‌توان به ۱۰۲ سگ خالدار، رؤیای کاساندرا، کلئوپاتراها و آقای ترنر اشاره کرد.